# 台灣原味道
《台灣原味道》（英語：Savoury Taiwan）是香港電視廣播有限公司的飲食節目，共2輯，第1輯由譚玉瑛、吳幸美、區永權、孔德賢、梁凱晴主持，節目發掘台灣本土食材的源頭。。第2輯為2020年TVB Amazing Summer推介節目之一，由梁凱晴、沈韋汝、朱祐宏、譚凱螢主持。

## 每集內容
| 集數           | 日期           | 標題                                          |
| 第一輯(2019年) | 第一輯(2019年) | 第一輯(2019年)                                |
| -------------- | -------------- | --------------------------------------------- |
| 01             | 12月22日       | 寶島地道養生滋味                              |
| 02             | 12月29日       | 有機茶、火龍果天然美味 「水滴型蛋捲」創新小食 |
| 第一輯(2020年) |                |                                               |
| 03             | 1月5日         | 品嚐傳統「桌菜」 鴨場與醬園中尋找台灣味       |
| 04             | 1月19日        | 新竹的客家風味                                |
| 05             | 2月2日         | 保留天然台灣豆香 摘星餐廳嚐佳餚               |
| 06             | 2月9日         | 台灣海島美食                                  |
| 07             | 2月23日        | 台灣鳳梨、蒜頭與地瓜的滋味源頭                |
| 08             | 3月1日         | 看台灣腸、關廟麵製作 認識草莓種植過程         |
| 09             | 3月8日         | 台灣稻米的小食變奏                            |
| 10             | 3月15日        | 品嚐台南溫體牛、手工豆皮                      |
| 第二輯(2020年) |                |                                               |
| 01             | 7月26日        | 海鮮－ 九孔鮑、櫻花蝦、筍殼魚                 |
| 02             | 8月2日         | 尋味新竹－野薑花粽、花生醬、新竹米粉          |
| 03             | 8月9日         | 台東法式部落風味菜                            |
| 04             | 8月16日        | 台東當造水果巡禮                              |
| 05             | 8月23日        | 宜蘭－飄香百年原味道                          |
| 06             | 9月6日         | 宜蘭－手工製作的原味道                        |
| 07             | 9月13日        | 探索台灣的「黑珍珠」                          |
| 08             | 9月20日        | 享譽國際的台灣食材                            |
| 09             | 9月27日        | 台灣美食的滋味「配角」                        |
| 10             | 10月4日        | 台灣傳統美食大變身                            |

## 外部連結
- 台灣原味道 - 主頁 - tvb.com （页面存档备份，存于）
- 台灣原味道(Sr.2) - 主頁 - tvb.com （页面存档备份，存于）